# Burrill Crohn
Burrill Bernard Crohn, född 13 juni 1884, död 29 juli 1983, var en amerikansk läkare.
Crohn var under en del av sitt liv knuten till Mount Sinai-sjukhuset i New York, där han arbetade tillsammans med neurologen Bernard Sachs. Crohn har givit namn åt Crohns sjukdom.